# Tinodes reisseri
Tinodes reisseri är en nattsländeart som beskrevs av Malicky 1971. Tinodes reisseri ingår i släktet Tinodes och familjen tunnelnattsländor. Inga underarter finns listade i Catalogue of Life.